# Courmont (Aisne)
Courmont é uma comuna francesa na região administrativa de Altos da França, no departamento de Aisne. Estende-se por uma área de 9,86 km². Em 2010 a comuna tinha 128 habitantes (densidade: 13 hab./km²).